# Dilara Kazimova
Dilara Kazimova (Azerbeidzjaans: Dilarə Kazımova) (Bakoe, 20 mei 1984) is een Azerbeidzjaanse zangeres en actrice.

## Biografie
Kazimova werd in 1984 geboren in Bakoe, dat toen nog onderdeel was van de Sovjet-Unie. Na haar middelbareschooltijd ging ze naar de Muziekacademie van Bakoe, en specialiseerde ze zich in opera. In 2010 won ze de muziekwedstrijd Yeni Dalğa.
Haar grote doorbraak kwam er toen ze Böyük Səhnə 2014, de Azerbeidzjaanse preselectie voor het Eurovisiesongfestival, won. Dankzij haar overwinning mocht ze Azerbeidzjan vertegenwoordigen op het Eurovisiesongfestival 2014, dat in de Deense hoofdstad Kopenhagen plaatsvond. Het lied haalde er de 22ste plaats in de finale.
2008: Elnur & Samir · 
2009: AySel & Arash · 
2010: Səfurə Əlizadə · 
2011: Ell & Nikki · 
2012: Səbinə Babayeva · 
2013: Fərid Məmmədov · 
2014: Dilarə Kazımova · 
2015: Elnur Hüseynov · 
2016: Səmra Rəhimli · 
2017: Dihaj · 
2018: Aysel Məmmədova · 
2019: Chingiz · 
2021: Efendi · 
2022: Nadir Rüstəmli · 
2023: TuralTuranX · 
2024: Fahree feat. İlkin Dövlətov · 
2025: Mamagama